# La olla deleitosa
La olla deleitosa es un libro escrito por la antropóloga chilena Sonia Montecino, uno de los libros más reconocidos de la gastronomía chilena. En el año 2005 fue premiado como el mejor libro de cocina, premio que otorga el Círculo de Cronistas Gastronómicos de Chile. Además, del premio internacional Gourmand World Cookbook Awards en el mismo año, en la categoría de mejor Libro de Historia Culinaria en Castellano de Latinoamérica, a raíz de estos dos grandes reconocimientos fue presentado en Expo Milán en donde gracias a su impacto en la gastronomía, fue traducido al italiano.  
Este libro está dividido en tres grandes partes: Andanzas nortinas, Caminata por la zona central y Caminando el sur. La olla deleitosa narra la historia de las comidas chilenas más representativas de cada zona, como mencionamos anteriormente (norte, centro y sur), además de la preparación que conlleva cada uno de estos platos y como estos han ido cambiando a través del tiempo.      

## Argumento

### Andanzas nortinas: Piedras y peces en las mesas del desierto y el mar
Este capítulo comienza con un fragmento del poema “En tierras blancas de sed” de Gabriela Mistral. Además, está compuesto por dos partes La calapurca y El cebiche.

Del mismo modo, la calapurca y el cebiche nos aproximan al código de la temperatura, de lo caliente y lo frío. La calapurca es el calor que reanima y da fuerzas para continuar las ritualidades; el cebiche, lo fresco, asociado a veces con las energías sexuales y con la recuperación del cuerpo trasnochado.
Montecino

Comienza con un fragmento del poema “Elogio de las piedras” de Gabriela Mistral.  La calapurca es un plato cuyos principales componentes son las piedras calientes que permiten su cocción, asimismo, se presentan las diferencias en la preparación antigua con la actual, como también hace un énfasis en los antepasados como factor importante para su estructuración. Este plato se destaca por su permanencia en el tiempo y la identidad local del mismo: un plato indígena. 
Mientras que la segunda parte de este capítulo inicia con un segmento del poema Gabriela Mistral llamado “Elogio del agua” que narra la historia del Cebiche, una entrada peruana que ha sido introducida y aceptada en Chile, obteniendo un gran éxito en la comunidad. Se plantean las diferencias de preparación y las preferencias que tienen sus consumidores entre lo crudo y lo cocido, además de las mejoras que se le han hecho a este plato a lo largo del tiempo.

### Caminata por la zona central: Piedras, ollas y granos deleitosos en los valles centrales
Esta sección del libro comienza con un fragmento del poema de Gabriela Mistral llamado “Luz de Chile”. Luego de esto, la autora hace una introducción con respecto a lo que se conoce como zona central y explica que, a pesar de ser definida como una zona, no se alude a una zona homogénea, por el contrario, es un sector extremadamente heterogéneo debido a las culturas que se encuentran allí. Este capítulo trata sobre la cazuela, la humita y el chancho en piedra.

En el plano de la cocina es donde observamos con gran fuerza esta extensión, siendo la cazuela uno de los emblemas principales. Pero esta forma de entender la zona central no puede eclipsar la complejidad y heterogeneidad que ésta posee en cuanto a tradiciones culturales, densidad histórica y diversidad de ecosistemas.
Montecino

El primer plato que se menciona en este capítulo es la cazuela. Se enfoca en las singularidades de la olla y cómo se utiliza. Habla de la cazuela desde cómo y dónde se sirve. Las diferentes cazuelas que existen y los ingredientes que varían según su preparación y elección. Además, de su opción al comer que depende netamente de un contexto urbano, clases sociales o tradiciones familiares; y su caracterización como “comida casera y familiar”. 
La segunda parte de este capítulo inicia con el poema “Canción del maizal” de Gabriela Mistral. Luego relata la historia de la humita, la cual está hecha principalmente de maíz. Singulariza y se asocia a lo femenino, por su forma. Además, se compara con el pastel de choclo y la empanada, en donde se realiza una similitud por sus ingredientes.  
Por último, pero no menos importante, finaliza el segundo capítulo con el chancho en piedra; plato característico por sus ingredientes bien molidos, haciendo que la cocina y cuisine se unan y sean inseparables. Además, hace un énfasis en la manera de comerlo, ya sea frío o caliente dependerá de lo picante. También se introduce el pan y su participación con el platillo. Finalmente menciona los gustos y preferencias en su preparación (cocido, crudo o término medio).   

### Caminando el sur: Piedras, carnes y estrellas en los manteles australes
Este segmento del libro corresponde a la última parte, en donde se mencionan los platos de la zona sur. Se inicia con un segmento del poema llamado “El mar”, de Gabriela Mistral. Luego da inicio a los tres platos característicos de esta zona, el charquicán, el estofado de San Juan y el curanto.  

Todos remiten a lo cocinado en ollas, el charquicán y el estofado de San Juan en vasijas culturales y el curanto en recipientes naturales.
Montecino

El charquicán surge del mundo andino y de una transformación en este plato por el uso de la carne fresca y no salada y seca como se denomina y asocia al charquicán que viene del “charqui”, el cual en la actualidad se vende en gran cantidad en la zona central. Además, este alimento ha perdido su valorización debido a que no ha sufrido cambios en su preparación desde su origen, no obstante, sigue siendo solicitado y consumido.  
El estofado de San Juan comienza con un poema de Pablo de Rokha llamado “Epopeya de las comidas y bebidas de Chile”. 
Estofado que se caracteriza por ser preparado en invierno y su protagonista principal, son las carnes, además, se vincula a “San Juan” a la religión católica, ya que se enfocan en los santos y tienen como creencia que este alimento sirve y ayuda a que un nuevo año sea próspero. También posee un significado por su consumo invernal y por sus sentidos cósmicos y festivos, en donde lo primero se asocia al “We Tripantu”, que se realiza para purificar el alma. 
Como último plato se menciona el curanto. Antes de adentrarse en este plato, también inicia con el poema de Pablo de Rokha llamado “Epopeya de las comidas y bebidas de Chile”. El Toro de Caliboro es una leyenda chilena y representa el símbolo de la abundancia, lo cual se vincula directamente con el curanto y su preparación. Esta no acepta ni lo crudo ni lo frío, ya que al servirse debe estar caliente en lo que a la nueva manera de preparación se refiere. Consiste en ser cocinado en un hoyo cavado en la tierra adentrado con piedras calientes como base de horno. Es simbólico en la Isla de Chiloé ya que es considerado como una comida festiva e íntima entre las familias, comunidades y quienes trabajan colectivamente. También, especifica la elección de las piedras, ya que estas deben tener una forma plana, de manera que sea más fácil incluirla en el agujero y que encajen.
Por último, se busca realizar una comparación entre el curanto y el estofado de San Juan por las capas y preparación mediante vegetales. 

## Recepción crítica
Este libro posee una visión más original sobre la cocina y todos los platos que allí se mencionan. Es un libro de utilidad para todas aquellas personas que les gusta la cocina, ya que menciona las recetas más importantes y representativas de cada sector (Norte, Centro y Sur), y además narra la historia de cada uno de estos platillos, desde donde se originaron hasta en las transformaciones que han experimentado a través del tiempo y los lugares en donde se han adentrado estos platos.  
En el sitio web de radio Bio Bio se indica que el libro además tiene como enfoque la profundización de lo geográfico y cultural en los platos chilenos que con los años se han mantenido vigentes al referirse al libro como: 

Una invitación a transitar senderos geográficos y culturales, siguiendo las huellas del pasado en el lenguaje de algunos platos paradigmáticos de la cocina chilena y que continúan vigentes.
Bio Bio Chile

Es por eso que, fue elegida como la obra emblemática del pabellón chileno en Italia para reflejar la riqueza de las culturas culinarias nacionales y así conseguir una versión en italiano denominada “La Pentola delle Delizie”.
Otra perspectiva del libro es la opinión realizada por Federico Pastene Labrín en su artículo La Olla Deleitosa: un caso de mutación textual en el ensayo identitario chileno, quien señala que:  

La obra La Olla Deleitosa. Cocinas mestizas de Chile de Sonia Montecino se destaca por ser un caso de ensayo identitario chileno que evidencia significativos cambios a nivel formal y temático, por cuanto se desarrolla un proceso de mutación textual que innova y transgrede la configuración del ensayo identitario mediante el empleo de estrategias discursivas como la simbolización disciplinaria, multigenericidad y multimodalidad, revitalizando el ensayo de la identidad chilena en el actual contexto del Bicentenario nacional.
Pastene Labrín

## Reconocimientos
Este libro, fue galardonado con el premio Gourmand World Cookbook Award, en la categoría de mejor libro de Historia de la Cocina Latinoamericana en castellano el año 2005.  El Círculo de Cronistas Gastronómicos de Chile hizo su distinción respecto al libro en el mismo año.